# Головко Борис Олександрович
Бори́с Олекса́ндрович Головко́ (9 вересня 1928 — 15 березня 1992) — український художник-оформлювач, заслужений майстер народної творчості УРСР (1984).

## Біографія
Народився в с. Парасковіївка, тепер Коломацьке Полтавського району Полтавської області.
Співавтор художніх оформлень: літературно-меморіального музею І. П. Котляревського (1968—1969), Державного музею театрального, музичного і кіномистецтва УРСР (1974—1982), заповіднику-музею М. В. Гоголя в с. Гоголевому Шишацького району Полтавської області (1983—1984), Полтавського музею історії авіації і космонавтики імені Ю. В. Кондратюка (1986), музею-заповідника А. Макаренка в с. Ковалівка Полтавського району Полтавської області (1988).